# Kolbeinn Þórðarson
Kolbeinn Þórðarson, född 12 mars 2000, är en isländsk fotbollsspelare som spelar för IFK Göteborg. Han representerar även det isländska landslaget.